# Wiebe van der Ploeg (burgemeester)
Wiebe van der Ploeg (Zevenhuizen, 18 oktober 1900 – 28 december 1964) was een Nederlands politicus.
Hij werd geboren in de Groningse gemeente Leek als zoon van Jacob van der Ploeg (1868-1952; stoombootkapitein) en Lamina Kok (1869-19??). In 1924 volgde hij J. den Hartog op als gemeentesecretaris van Puttershoek en vijftien jaar later werd hij daar benoemd tot burgemeester. Kort na de bevrijding werd Van der Ploeg gestaakt (met Leo den Hollander als fungerend burgemeester) maar uiteindelijk kon hij aanblijven als burgemeester van Puttershoek. In de periodes 1942-1943 en 1945-1946 was hij tevens burgemeester van Heinenoord. Vanwege gezondheidsproblemen werd hem met ingang van 1 september 1963 ontslag verleend. Ruim een jaar later overleed hij op 64-jarige leeftijd.